# José María Michavila Núñez
José María Michavila Núñez (Madrid, Espanya 1960) és un polític i professor universitari espanyol, ministre de Justícia durant el segon govern de José María Aznar.

## Biografia
Va néixer el 28 de març de 1960 a la ciutat de Madrid, nebot del tinent general de l'exèrcit de l'aire Federico Michavila. Va estudiar història a la Universitat Complutense de Madrid, doctorant-se posteriorment en dret, universitat de la qual també n'ha estat professor titular de dret de la comunicació audiovisual.

## Activitat política
Membre del Partit Popular (PP), l'any 1993 va esdevenir diputat al Congrés dels Diputats en les eleccions generals d'aquell any per la circumscripció de Madrid. Després de la victòria popular en les eleccions generals de 1996 va esdevindre Secretari d'Estat de Relacions amb les Corts, càrrec que ocupà fins a les eleccions de 2000, quan fou nomenat Secretari d'Estat de Justícia sota la direcció del ministre Ángel Acebes Paniagua. Amb la remodelació del segon govern de José María Aznar el 10 de juliol de 2002 fou nomenat Ministre de Justícia.
A les eleccions de 2008 renovà l'acta de diputat del PP però renuncià el setembre de 2009 després que diverses informacions el situaren fortament vinculat a la trama de corrupció Gürtel tot i que ell al·legà motius personals.
José María Michavila, que combinava l'activitat política amb la d'advocat a un prestigiós despatx, representant de cantants (Shakira i Alejandro Sanz entre d'altres) i gestor de grans patrimonis, va ser acusat d'incompatibilitat de la seua tasca parlamentària amb la professional.